# Tobías Martins
Pour les articles homonymes, voir Martins.
Tobias Martins né le 14 juillet 1998, est un joueur argentin de hockey sur gazon. Il évolue au poste de milieu de terrain à Ducilo et avec l'équipe nationale argentine.

## Carrière
Débuts en équipe première le 19 février 2022 contre l'Angleterre à Buenos Aires lors de la Ligue professionnelle 2021-2022.